# 威廉·本廷克勋爵
威廉·亨利·卡文迪许-本廷克勋爵 GCB GCH PC（英語：Lord William Henry Cavendish-Bentinck，1774年9月14日—1839年6月17日），简称威廉·本廷克勋爵，英国驻马德拉斯（实际上即印度）总督（1828—1835）、英国枢密院顾问，陆军中将军衔。

## 生平
本廷克是英国首相波特蘭公爵和多萝西夫人的次子。17岁时在冷溪卫队当旗手，1794年晋升中校，1803年29岁时即出任马德拉斯地方长官。1806年7月发生兵变，本廷克因有处理不当之责被召回国。拿破仑战争爆发后，他被派往西班牙指挥一个旅。此后，在西西里担任英国驻军司令。曾征召1万名西西里军队，与英军共同参加反对拿破仑的战争。因曾企图废黜西西里的波旁国王，采取英国议会式的开明宪法，并计划入侵意大利等不为英国政府所支持的举措，1815年奉召回国，当选为下院议员。1827年任印度总督和孟加拉地方长官。他首先整理印度的财政，使每年约150万英镑的赤字变成同样数字的结余。然后，实行司法和行政改革，使印度人能够得到更多的司法和行政职位，提高印度法官的薪金；以英语作为高等法院和高等学校的正式用语；给各学院以财政的支持，并使他们西方化。本廷克大胆废除了寡妇同亡夫一道火化的习俗，并采取措施取缔虐杀不需要的儿童、以人为牺牲献祭、以宗教为名杀人抢劫、军队中的鞭刑等弊端。他于1835年3月离任。本廷克算得上是最有成就的总督之一。

## 家庭

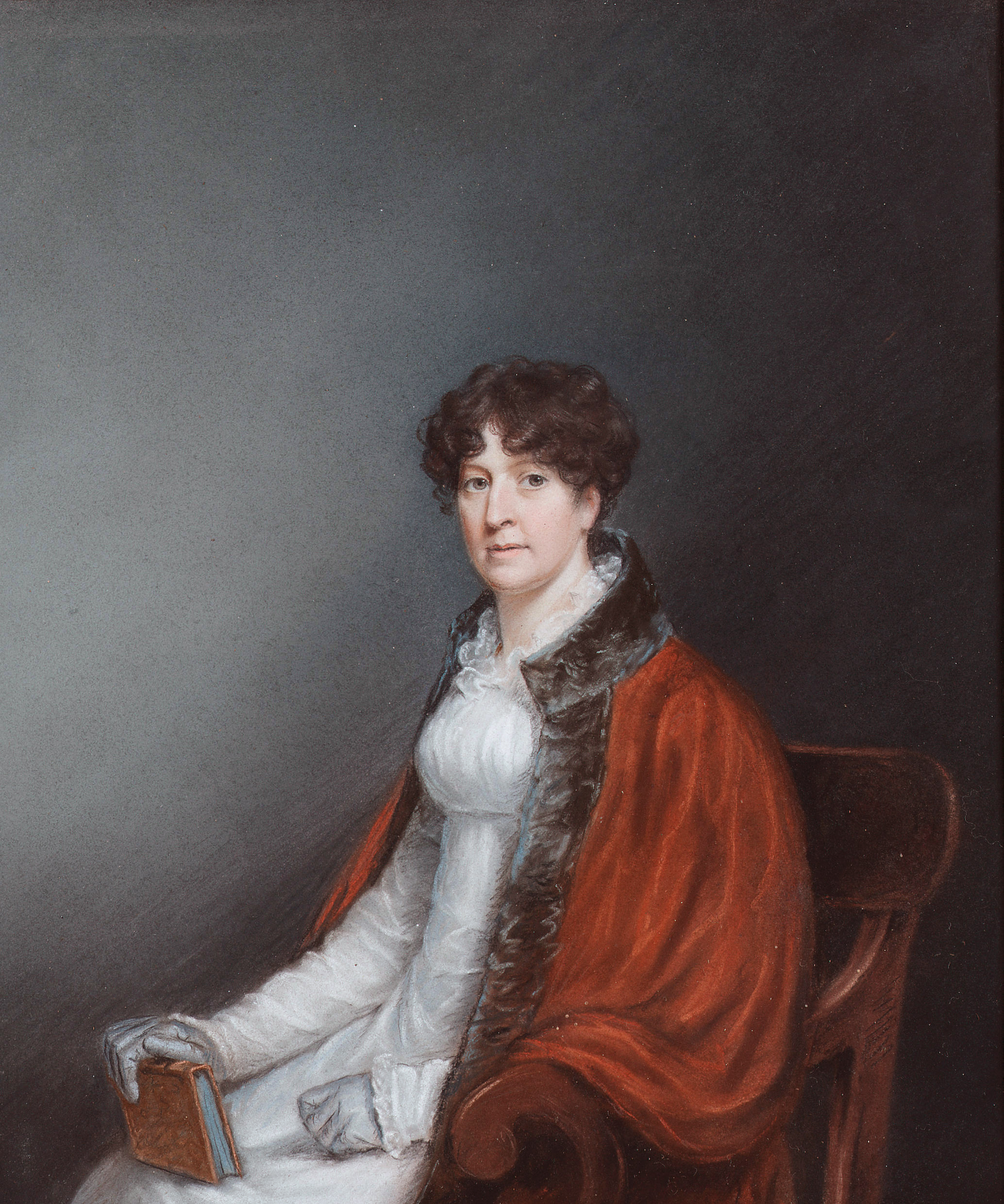
威廉·卡文迪许-本廷克勋爵夫人 (c 1783-1843) (爱伦·沙普尔斯)

本廷克夫人玛丽是阿瑟·艾奇逊，第一代高斯福德伯爵之女，1803年结婚。婚后没有孩子。本廷克1839年6月17日死于法国，享年64岁。玛丽死于1843年5月。

## 延伸阅读
- Great Gun of Agra:  Randolf Cooper, The Anglo-Maratha Campaigns and the Contest for India. Cambridge, England.  Cambridge University Press, 2003. p. 198.
- Harrington, Jack, , New York: Palgrave Macmillan., 2010, ISBN 978-0-230-10885-1